# Aleksandra Zaremba
Aleksandra Zaremba (ur. 19 lutego 2001 w Warszawie) – polska piłkarka grająca na pozycji środkowej i prawej obrończyni oraz defensywnej pomocniczki w hiszpańskim klubie UD Tenerife oraz reprezentacji Polski. Była młodzieżowa reprezentantka Hiszpanii.
Urodziła się w Warszawie, a jako pięciolatka przeprowadziła się z rodzicami do Londynu, a następnie do Hiszpanii. W 2019 roku uzyskała obywatelstwo hiszpańskie.